# 33565 Samferguson
33565 Samferguson è un asteroide della fascia principale. Scoperto nel 1999, presenta un'orbita caratterizzata da un semiasse maggiore pari a 2,5405788 UA e da un'eccentricità di 0,1191666, inclinata di 2,52965° rispetto all'eclittica.